# Eishockey in der Tschechoslowakei
| Eishockey in der Tschechoslowakei                        | Eishockey in der Tschechoslowakei                   |
| -------------------------------------------------------- | --------------------------------------------------- |
| Verband:                                                 | Tschechoslowakischer Eishockeyverband               |
| Gegründet:                                               | 15. November 1908 (als Böhmischer Eishockeyverband) |
| IIHF-Mitglied seit:                                      | 15. November 1908                                   |
| 1. WM-Teilnahme:                                         | 1920                                                |
| 1. OL-Teilnahme:                                         | 1928                                                |
| Erstes Länderspiel:                                      |                                                     |
| Kanada 15:0 Tschechoslowakei 24. April 1920 in Antwerpen |                                                     |
| Medaillengewinne:                                        |                                                     |
| WM:                                                      | 6 × Gold, 10 × Silber, 14 × Bronze                  |
| Olympia:                                                 | 4 × Silber, 4 × Bronze                              |

Eishockey war in der Tschechoslowakei eine beliebte und populäre Sportart. Die tschechoslowakische Eishockeynationalmannschaft zählte zu den besten Mannschaften der Welt.

## Geschichte

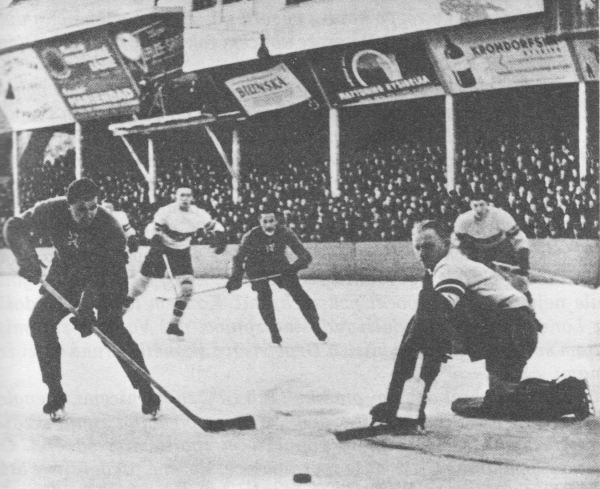
Spiel zwischen der ČSR und Deutschland bei der Eishockey-Weltmeisterschaft 1938

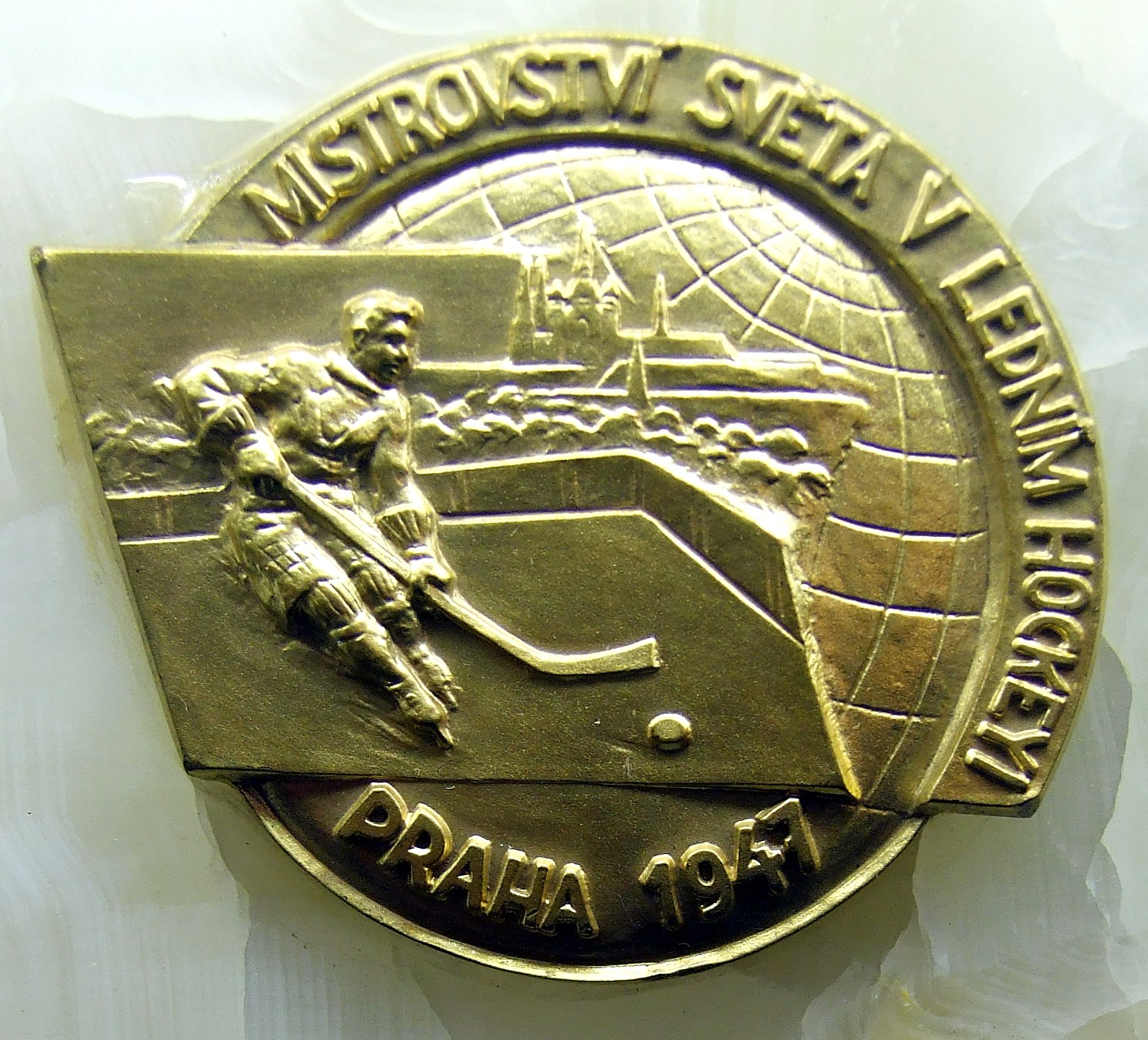
Goldmedaille der Weltmeisterschaft 1947

Am 15. November 1908 wurde in Zürich der Böhmische Eishockeyverband gegründet, der gleichzeitig Gründungsmitglied der IIHF war. Die böhmische Eishockeynationalmannschaft gehörte mit zwei Titeln bei Eishockey-Europameisterschaften zu den Topnationen in den Anfangsjahren des Eishockeys in Europa. Ab 1920 übernahm die Tschechoslowakei die Mitgliedschaft und eine tschechoslowakische Eishockeynationalmannschaft wurde gebildet.
Im Jahr 1938 wurde in Prag die 12. Eishockey-Weltmeisterschaft ausgetragen, bei der die Mannschaft der Tschechoslowakei Dritter wurde. 1947 war man abermals Ausrichter der 14. Auflage des Turniers, bei dem man erstmals den Weltmeistertitel errang. Der Titel konnte bei der Eishockey-Weltmeisterschaft 1949 in Schweden verteidigt werden, ein Jahr zuvor hatte die Mannschaft bei den Olympischen Winterspielen 1948 in St. Moritz Silber gewonnen.
1950 erlitt die Nationalmannschaft, deren Spieler nach voranstehenden Siegen als „goldene Generation“ galten, einen bitteren Rückschlag: Kurz vor ihrer Abreise zur Eishockey-Weltmeisterschaft 1950 in London wurden 11 Spieler des Nationalkaders inhaftiert. In einem Schauprozess wurden sie wegen angeblicher Spionage, Hochverrats und Fahnenflucht zu Haftstrafen oder Arbeit in einem Uranbergwerk verurteilt. Nach fünf Jahren wurden die Verurteilten durch Staatspräsident Antonín Zápotocký begnadigt. – Mit diesem Vorgehen hatte man dem Sport empfindlich geschadet, erst 1961 gewann man erstmals wieder einen Titel bei einer Europameisterschaft.
Nicht zu unterschätzen war dabei jedoch auch die besondere Rolle des populären Eishockeysports im Land zu dieser Zeit: Viele Bürger sahen die Ursache ihres persönlichen Unglücks in der UdSSR und dem sowjetischen politischem System, das ihrem Land gewaltsam aufgezwungen wurde. Sportliche Wettkämpfe waren im sozialistischen Bruderland einzige relativ ungefährliche Orte, bei denen Zuschauer nicht nur Emotionen, sondern auch politische Ansichten zeigen konnten. Daher trat Unzufriedenheit, die nicht offen gezeigt werden konnte, in der Regel bei Sportveranstaltungen zu Tage. Infolge der fremden Besatzung nach dem Prager Frühling fühlte sich die Mehrheit der tschechoslowakischen Bevölkerung erniedrigt und wollte mit allen Mitteln ihre Einstellung gegenüber den „Okkupanten“ deutlich machen, sich für „August 1968“ rächen.
Entsprechend spannungsgeladen waren die Aufeinandertreffen der Nationalmannschaft mit der der UdSSR bei der Eishockey-Weltmeisterschaft 1969: Im ersten Spiel, am 21. März, gewann man mit 2:0. Die Mannschaft verweigerte das obligatorische Händeschütteln nach dem Spiel. Das folgende Spiel, am 28. März, war von brutaler Härte geprägt und wurde mit 4:3 gewonnen. Der Jubel der Mannschaft und ihrer Fans kannte keine Grenzen. Einige Spieler hatten sich vor Beginn aus Protest den roten Stern auf den Trikots überklebt. Auch gelangte ein Protestler mit einem Plakat mit der Aufschrift „Wir fürchten uns nicht vor den Sowjets, jetzt revanchieren wir uns“ auf die Eisfläche.
Bei der Eishockey-Weltmeisterschaft 1972 im eigenen Land gewann man zum dritten Mal den Weltmeistertitel. Gleiches gelang 1976 und 1977.
Bei der Weltmeisterschaft 1978 in Prag belegte man den zweiten Platz. Man rechnete fest mit dem dritten Titelgewinn in Folge, da man im eigenen Land spielte und die Mannschaft zu dieser Zeit in Bestform war. Jedoch ging das Endspiel gegen die UdSSR mit 1:3 verloren. Wohl auch deswegen blieben massenhafte antisowjetische Proteste nach dem Ende des Turniers aus, wenngleich Provokationen auf und neben dem Eis nicht ausblieben. Zu Beginn der 1990er Jahre verloren die Duelle mit der UdSSR aufgrund des Zerfalls der Sowjetunion an Brisanz. Auch weil die Vormachtstellung der UdSSR im Eishockey nicht mehr gegeben war.
Zum 1. Januar 1993 löste sich die Tschechoslowakische Föderation auf und es entstanden die beiden souveränen Staaten Tschechien und Slowakei. Nachfolgeverbände in den jeweiligen Staaten wurden der Český svaz ledního hokeje (deutsch Tschechischer Eishockeyverband ) und der Slovenský zväz ľadového hokeja (deutsch Slowakischer Eishockeyverband) mit der neugebildeten tschechischen Eishockeynationalmannschaft bzw. slowakischen Eishockeynationalmannschaft.
Die IIHF entschied, dass die tschechische Eishockeynationalmannschaft sportlicher Rechtsnachfolger der tschechoslowakischen Eishockeynationalmannschaft wurde. Den Ausschlag hierfür gab, dass der Nationalmannschaft bis 1992 eine geringere Anzahl slowakischer Spieler angehörten: Über eine Quote wurde geregelt, dass stets mehr Tschechen als Slowaken im Nationalkader waren.
Eine Besonderheit gab es bei der über den Jahreswechsel 1992/93 stattfindenden U20-Weltmeisterschaft, an der die tschechoslowakische Juniorennationalmannschaft teilnahm. Sie spielte das Turnier als Mannschaft der Tschechischen und der Slowakischen Republik zu Ende und belegte den dritten Platz.

## Ligasystem

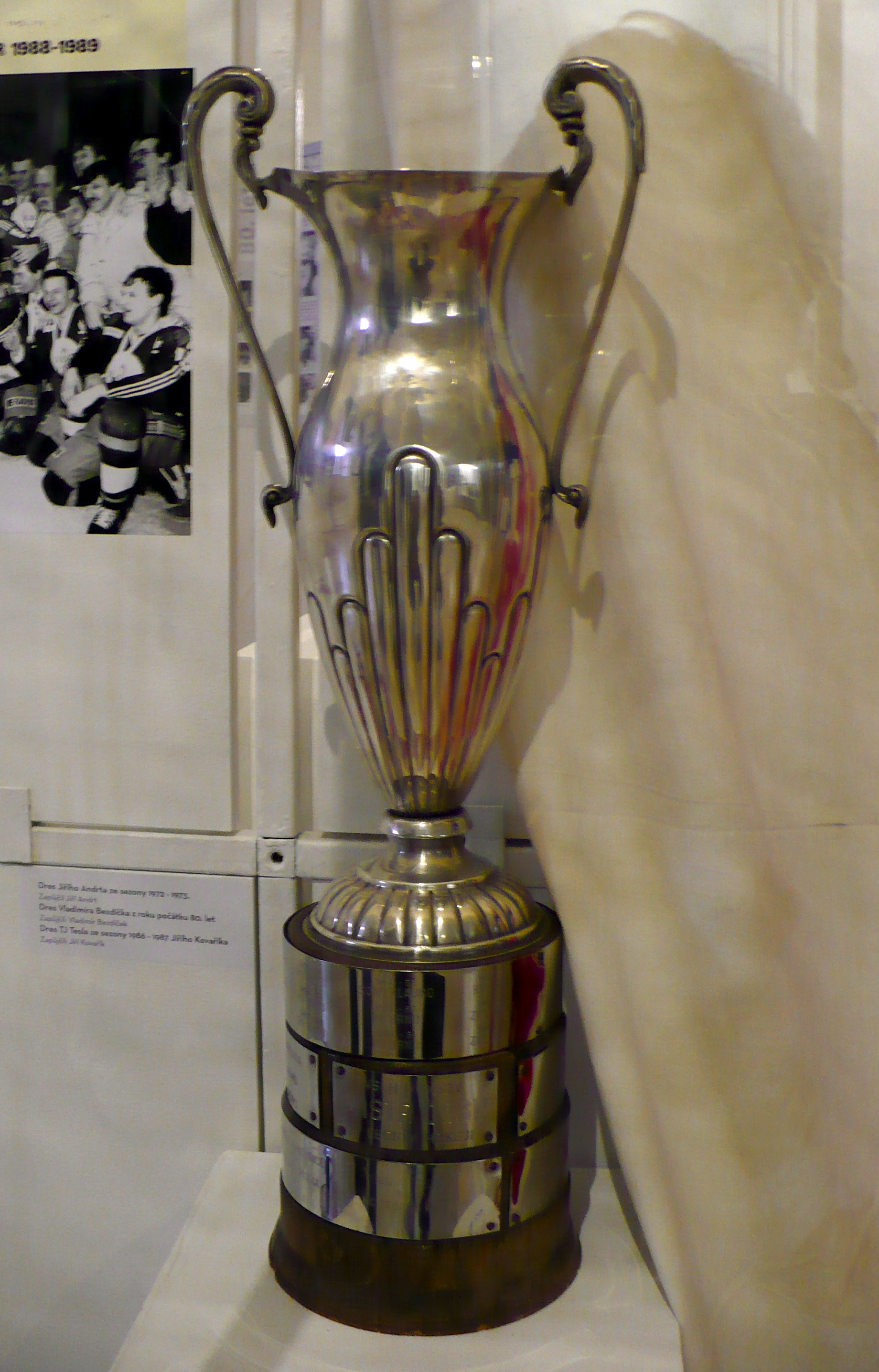
Trophäe für den Meister der 1. Liga

Die 1. Liga oder halboffiziell auch 1. Gesamtstaatliche Eishockeyliga (tschechisch 1. celostátní hokejová liga, slowakisch 1. celoštátna hokejová liga) war zwischen 1936 und 1993 die höchste Spielklasse im tschechoslowakischen Eishockey, die den Titel des tschechoslowakischen Eishockeymeisters ausspielte.
Während des Zweiten Weltkrieges und der Zerschlagung der Tschechoslowakei wurde während der Spielzeit 1938/39 durch die Eishockeyvereine Zentralböhmens die eigene Böhmische Eishockeymeisterschaft 1938/39 ausgetragen, nachdem im Vorjahr der Spielbetrieb der 1. Liga vorübergehend eingestellt wurde. In den folgenden Spielzeiten bis Kriegsende wurden parallel die Meisterschaft Böhmen und Mähren (deutsch Mistrovství Čech a Moravy) im Protektorat Böhmen und Mähren und die Slowakische Eishockeyliga (slowakisch Slovenská liga) in der Slowakischen Republik ausgespielt.
Unterhalb der 1. Liga wurde 1953 mit der 2. Liga die zweithöchste Spielklasse eingeführt. Zwischen der 1. und der 2. Liga gab es Auf- und Abstiege, wobei die Auf- und Absteiger entweder direkt oder über Relegationsspiele ermittelt wurden.
Ab 1963 wurde die 2. Liga in vier regionalen Gruppen ausgespielt, wobei die Gruppe D als rein slowakische Gruppe ausgetragen wurde. Die vier Gruppensieger spielten in der Aufstiegsrelegation zwei Aufsteiger aus.
1969 wurde der Spielbetrieb in der 2. Liga reformiert und zwei eigenständige Spielklassen für den tschechischen und slowakischen Teil der Tschechoslowakei gegründet. Diese wurden als 1. Česká národní hokejová liga (deutsch 1. Tschechische Nationale Eishockeyliga) und 1. Slovenská národná hokejová liga (deutsch 1. Slowakische Nationale Eishockeyliga) bezeichnet, wobei letztere aus der Gruppe D der 2. Liga entstand. Für die Aufstiegsrunde qualifizierten sich der Meister der 1. SNHL, die beiden Staffelersten der 1. ČNHL sowie der Zweitplatzierte der Staffel A der 1. ČNHL.
Im Zuge der Auflösung der Tschechoslowakei und der Bildung der Slowakei und Tschechiens wurden eigenständige Ligensysteme für die jeweiligen Länder neu gebildet.